# Mittenothamnium limosum
Mittenothamnium limosum är en bladmossart som beskrevs av Jules Cardot 1913. Mittenothamnium limosum ingår i släktet Mittenothamnium och familjen Hypnaceae. Inga underarter finns listade i Catalogue of Life.